# Aloe prolifera
Aloe prolifera é uma espécie de liliopsida do gênero Aloe, pertencente à família Asphodelaceae.